# Just A Movement
Just A Movement ist ein Film von Vincent Meessen, der im Juni 2021 im Rahmen des Summer Special der Internationalen Filmfestspielen Berlin seine Premiere feierte. Im Film besuchen sein Regieassistent Mamadou Khouma Gueye und der Kameramann Vincent Pinckaers die Stationen im Leben des senegalesischen Intellektuellen und politischen Aktivisten Omar Blondin Diop und führen Interviews mit Menschen, die ihn kannten.

## Handlung

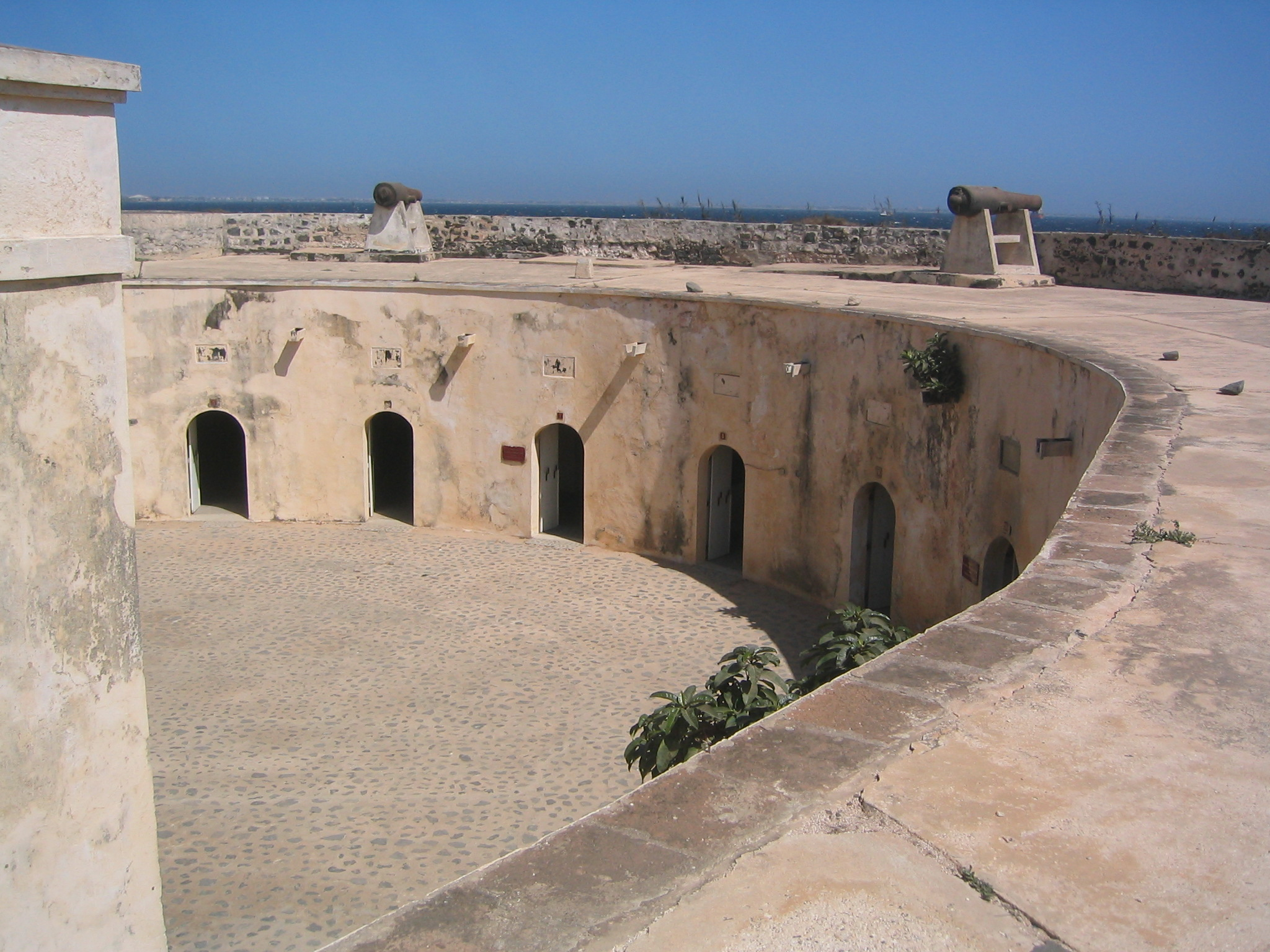
Sie besuchten auch den Ort an dem Diop starb. Die Île de Gorée liegt vor Dakar, der Hauptstadt von Senegal. Heute findet sich dort das Musée historique du Sénégal.

Mamadou Khouma Gueye besucht in Begleitung eines Kameramanns die Universität von Nanterre, wo Omar Blondin Diop  studierte. Der senegalesische Intellektuelle und politische Aktivist war im Alter von 14 Jahren zu seinem Vater nach Frankreich gezogen, absolvierte die Normale supérieure von Saint-Cloud und setzte sein Studium in Nanterre fort. Sie besuchen auch das Grab von Diop.
Gueye wirft auch einen Blick in die Bücher, die Diop in dem Film Die Chinesin in Nanterre vorstellte, so L'edudiant seneglais. Er hatte in dem Film von  Jean-Luc Godard eine Nebenrolle übernommen und sich quasi selbst gespielt. Goddards Ehefrau Anne Wiazemsky hatte ihm von der Bewegung in Nantererre erzählt, wo sie studierte. Goddard besuchte den Campus, sah die Plakate und Transparente der Mouvement du 22 mars 1968, und weil ihm das nichts sagte, stellte Wiazemsky den Kontakt zu Diop her, einem der Köpfe der Bewegung. In Frankreich bewegte sich Diop in linken politischen Kreisen, Anhängern des Marxismus mit maoistischer Ausrichtung.
In Interviews, die im Halbdunkeln geführt werden, erfährt Gueye, Omar sei ein neuer Typ Mann gewesen, der eine Zeitenwende einläuten wollte, und habe dabei seine eigenen Aussagen immer wieder in Frage gestellt. Diop sei ein Macher gewesen, der versuchte Grenzen zu überwinden, erfährt er in einem anderen Gespräch. So erzählen verschiedene Menschen von der Bedeutung Diops für das Vorankommen der Gesellschaft. Dabei ziehen die Interviewten immer wieder die Behauptung in Zweifel, er habe Selbstmord begangen.
Gueye und der Kameramann besuchen auch eine Kundgebung und schauen den Machern einer Fernsehdebatte im Studio in Dhakar über die Schulter, als die gerade eine Ausgabe von jakaarlo bi aufzeichnen. Sie zeigen auch verschiedene Künstler bei der Arbeit. So filmen sie die Aufführung eines einzelnen Schauspielers, der die Stadt im Alleingang in ein Freilufttheater verwandelt und begleiten einen Rapper zu einer Aufnahme ins Studio.
Auf der Île de Gorée, wo sich einst eine Sammelstelle für Sklaven und dann ein Gefängnis befand und Diop starb, findet sich heute ein Museum und eine Ausstellung in Gedenken an ihn. Sie zeigen mit der Kamera den runden Innenhof der Anlage.
Am Ende begleitet die Kamera eine Gruppe junger Menschen, die abends vor dem Sonnenuntergang am Strand in ihrer ganz eigenen senegalesischen Art tanzen. Über den Film verteilt wird ein senegalesischer Kung-Fu-Champion vorgestellt, der Männer in der asiatischen Kampfkunst trainiert oder Menschen ein paar ganz einfache Bewegungsübungen zeigt.

## Biografisches
Omar Blondin Diop, ein senegalesischer Intellektueller, politischer Aktivist und aktives Mitglied der jungen marxistisch-leninistischen Bewegung im Senegal, wurde am 18. September 1946 in Niamey geboren, der Hauptstadt der damals französischen Kolonie Niger. Sein Vater, ein Arzt, war von Dakar, der Verwaltungshauptstadt von Französisch-Westafrika, in eine kleine Stadt in der Nähe von Niamey versetzt worden. Nachdem Diops Familie nach Senegal zurückkehren durfte, verbrachte er den größten Teil seiner Kindheit in Dakar. Im Alter von 14 Jahren zog er zu seinem Vater nach Frankreich und besuchte eine Schule in Paris. Er absolvierte die Normale supérieure von Saint-Cloud, setzte sein Studium an der Universität von Nanterre fort. In Paris lernte er auch Jean-Luc Godard kennen, der ihm anbot, neben Jean-Pierre Léaud und Anne Wiazemsky in seinem Film Die Chinesin mitzuwirken. In der Rolle spielte Diop quasi sich selbst, da er als senegalesischer Marxist in Nanterre über Marxismus referiert.
Im November 1971, nur wenige Tage vor dem ersten Staatsbesuch von Präsident Léopold Sédar Senghor in Mali seit mehr als einem Jahrzehnt, verhaftete die Polizei eine Gruppe, zu der auch Diop gehörte. Geheimdienste hatten sie seit Monaten überwacht. Er wurde nach Senegal ausgeliefert und dort zu einer dreijährigen Haftstrafe verurteilt. Am 11. Mai 1973 starb Diop im Alter von nur 26 Jahren im Gefängnis. Drei Tage später schrieb die Regierungszeitung Le Soleil, die die Pressemitteilung der Gefängnisverwaltung wiedergab, nach der der Häftling Oumar Blondin Diop Selbstmord begangen hat. Diop ist zu einer Inspirationsquelle für Aktivisten und Künstler in Senegal und auf der ganzen Welt geworden.

## Produktion
Regie führte der Belgier Vincent Meessen, der auch das Drehbuch schrieb. Er hatte sich bereits in seinem 2018 veröffentlichten, 45-minütigen Dokumentarfilm Juste un Mouvement mit dem Leben von Omar Blondin Diop  beschäftigt, begleitet von dem Buch The Other Country / L’autre pays, das bei WIELS & Sternberg Press erschien, aber auch in seinem Dokumentarlangfilm Nach jeder noch so langen Nacht (Originaltitel Quelle que soit la longueur de la nuit), der zwei Jahre später, im August 2020, auf ARTE erstmals gezeigt wurde. Das Interesse an Diop entwickelte Meessen, als er sich einige Jahre zuvor mit dem Engagement kongolesischer Studenten in einer Avantgarde-Bewegung befasste. Diese hatte sich  Ende der 1950er Jahre im Rahmen der Kunstbiennale von Venedig dafür starkgemacht, die politische Arbeit durch die Kultur zu unterstützen. Hierbei stieß Meessen in der neuesten Ausgabe von La Revue Internationale Situationniste auf ein Foto des senegalesischen Aktivisten und Intellektuellen.
Sein Regieassistent für den Langfilm war Mamadou Khouma Gueye, der darin zudem als eine Art Moderator und Reiseführer fungiert und von Kameramann Vincent Pinckaers begleitet wird. Einiges von dem Material sei einfach durch glückliche Zufälle entstanden, so beispielsweise die Aufnahmen vom Besuch des chinesischen Vizepräsidenten, so der Regisseur. Die Interviews wurden absichtlich im Halbdunkeln gedreht. Das Dämmerlicht sollte dem Raum etwas Gespenstisches verleihen, in dem die Zeitzeugen und Gesprächspartner ihre Zeugnisse abgeben konnten. Zudem waren die Farben auf dem Wänden in dem Zimmer bereits verblasst, was in einem starken Kontrast zu den bunten Farben in Godards Film stand, aus dem Meessen einige Szenen verwendete.

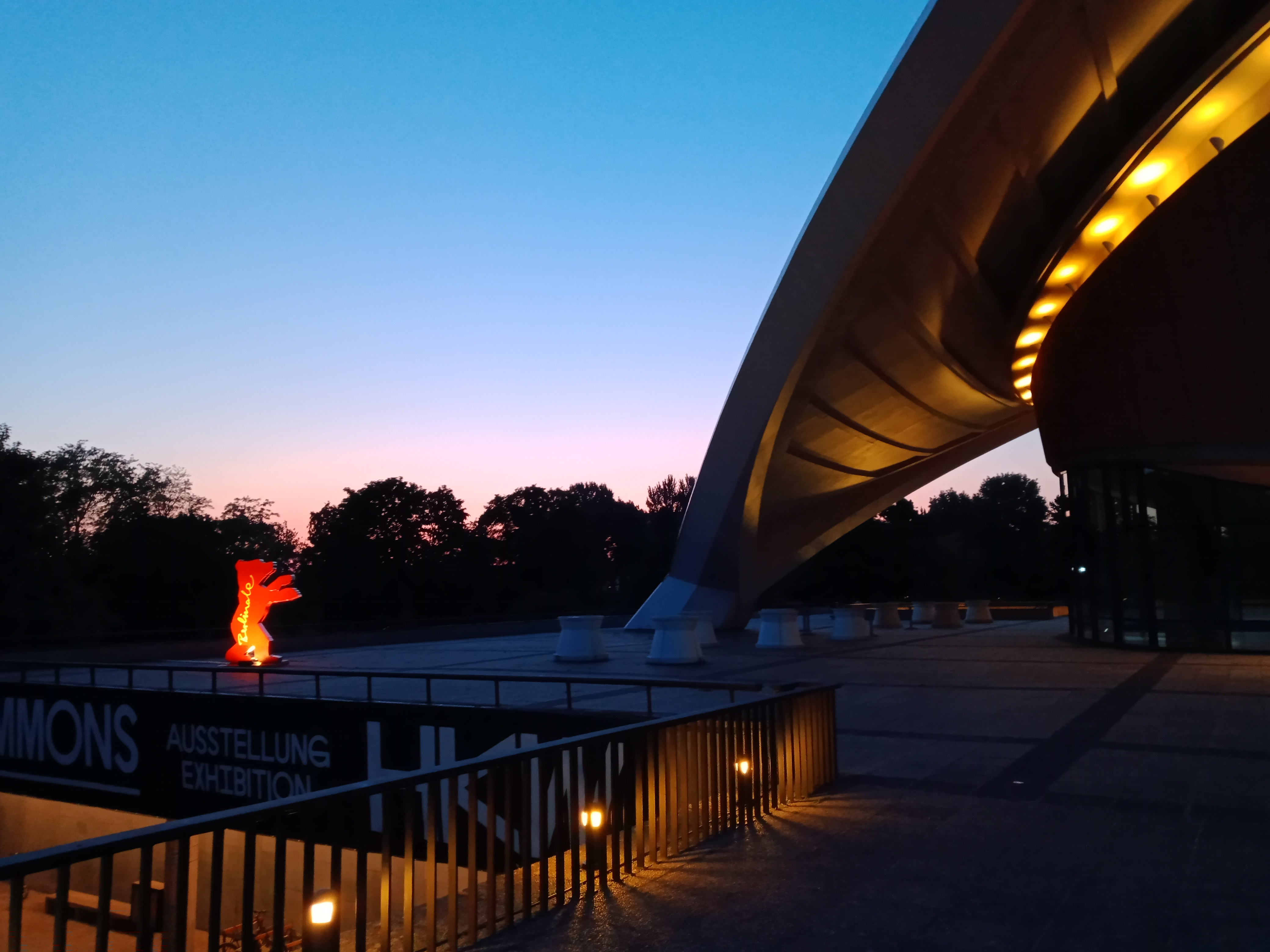
Die Premiere fand im Juni 2021 beim Summer Special der Internationalen Filmfestspiele Berlin vor dem Haus der Kulturen der Welt statt

Bert Rebhandl bemerkt zu dem Ergebnis, Juste un mouvement gehe weit über Zeitgeschichtsschreibung hinaus und versuche in einer essayistischen, poetischen Form viele, zum Teil auch eigenwillige Verbindungen zwischen damals und heute herzustellen. So sei ein komplexer Filmtext entstanden, der zu den Höhepunkten des postkolonialen Kinos zu zählen sei. Es gehe Meessen darum, das intellektuelle Erbe dieser Generation in eine Gegenwart zu holen, die von ganz anderen geopolitischen Bedingungen geprägt ist als vor 50 Jahren. Weiter erinnert Rebhandl daran, dass der Maoismus im Jahr 1968 eine der wichtigsten politischen Strömungen war und das kommunistische China als Modellsystem galt: „Heute betreibt China in Afrika neoimperiale Außenpolitik, und das Wort Maoismus hat einen ganz anderen Klang.“
Die Weltpremiere erfolgte im Rahmen der Internationalen Filmfestspiele Berlin mit einer Vorstellung am 10. Juni 2021 beim Open Air stattfindenden Summer Special. Im Oktober 2021 wurde der Film beim Film Fest Gent, beim New York Film Festival und beim Nuremberg International Human Rights Film Festival gezeigt.

## Auszeichnungen
Festival International de Cinéma de Marseille 2021
- Auszeichnung mit dem Prix GNCR (Vincent Meessen)[14]